# Psychodidae
Los psicódidos o sicódidos (Psychodidae) son una familia de dípteros nematóceros conocidos vulgarmente como amigos de pared, moscas de la humedad, moscas palomilla, moscas chicas, moscas del baño o moscas del drenaje (subfamilia Psychodinae) y beatas (subfamilia Phlebotominae). El género Lutzomyia es vector en América de la leishmaniasis.
El adulto mide 1,5 a 4 mm, la larva 3 a 10 mm. La larva carece de ojos y patas. La pupa parece un grano de arroz. Están distribuidos por todo el mundo, más abundantes y diversos en las regiones tropicales. Los de la subfamilia Psychodinae se encuentran en lugares húmedos como baños, alcantarillas, cloacas; los de la subfamilia Phlebotominae tienen hábitats más amplios como bosques y sabanas, cuevas de animales, huecos de árboles, hojarasca.

## Morfología general del adulto
El cuerpo de los psicódidos está cubierto por numerosas sedas, lo que le da ese aspecto “peludo” tan característico. Esta cobertura es de color gris generalmente, pero también puede ser blanca, negra o parda. Las sedas pueden ser filiformes o espatuliformes. En general, se emplea el nombre de sedas para los pelos y el término de escamas para las espatuliformes. La terminología más empleada sigue los criterios de Duckhouse (1987), los cuales se ajustan a la estandarización para el orden Diptera, realizada por McAlpine (1981).[cita requerida]

### Cabeza
Es aplanada dorsoventralmente, con forma circular o piriforme. Los ojos compuestos cubren la mayor parte de la superficie lateral. En algunas subfamilias se pueden proyectar hacia el centro de la cabeza, por encima de la inserción de las antenas, formando los puentes oculares, que pueden llegar a tocarse. La anchura de estos puentes (medida en número de facetas) y el desarrollo de los mismos es un carácter de importancia taxonómica, sobre todo a nivel de género. Carecen de ocelos.
La frente está limitada lateralmente y, a menudo, posteriormente por los ojos. En la parte anterior aparece la sutura frontoclipeal, la cual se une a las inserciones anteriores del tentorio.
La piezas bucales están bien desarrolladas formando una probóscide. En algunas subfamilias, como Psychodinae, las mandíbulas están ausentes.
Externamente, las maxilas están representadas por un par de galeas. El labro tiene forma de daga y presenta un engrosamiento dorsal, que se denomina la quitinización mediana del labro. Un espesamiento ventral constituye la epifaringe. Estas dos piezas, labro y epifaringe, son distintas ya que cada una posee su propia inserción, pero aparecen soldadas en toda su longitud.

### Tórax

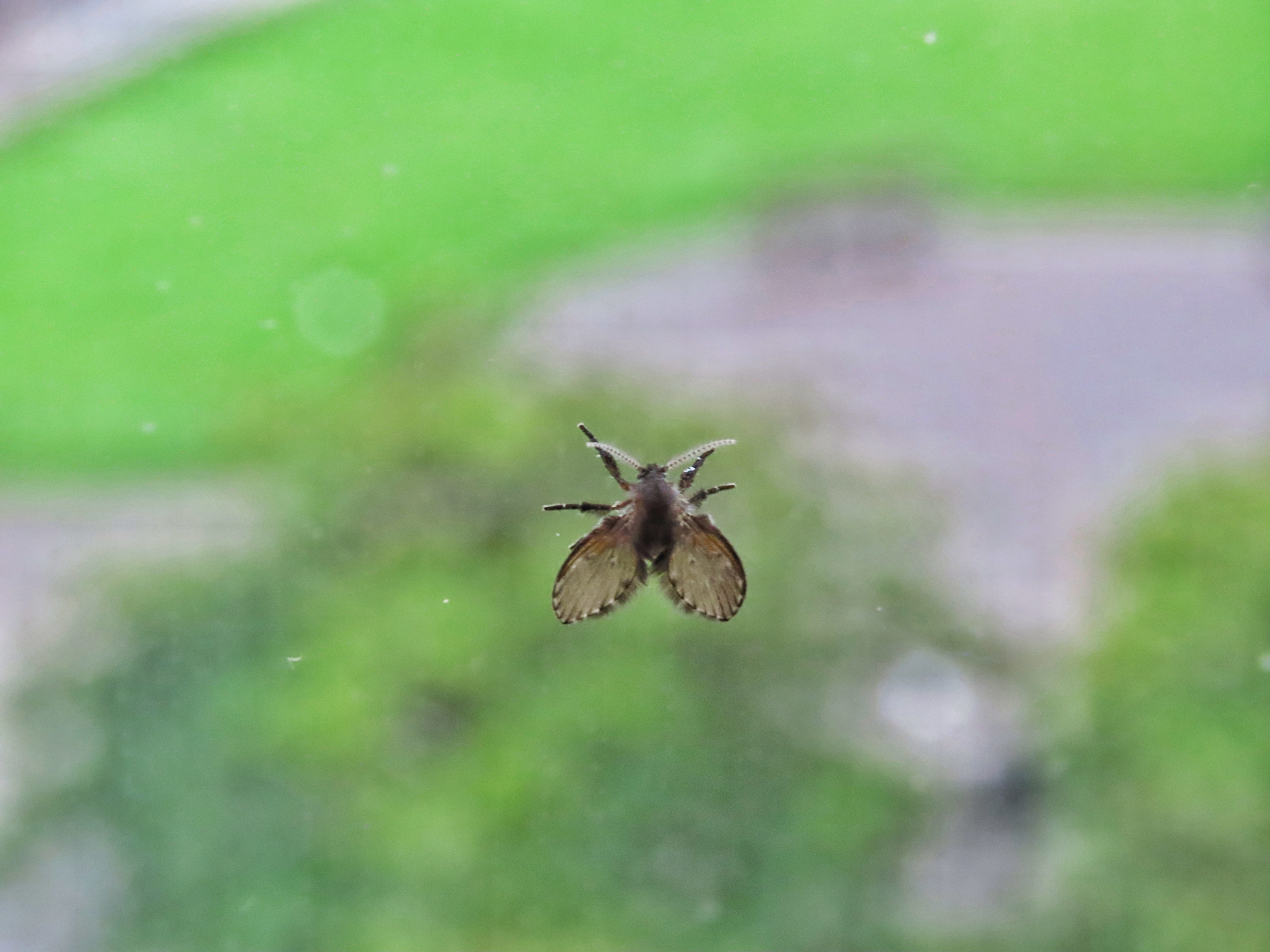
Espécimen, vista ventral.

Como el resto de los dípteros, el mesotórax porta un par de alas y el metatórax, un par de halterios. Ventralmente tres pares de patas.
Los tres segmentos del tórax (protórax, mesotórax y metatórax) tienen desigual desarrollo.
El protórax está muy reducido. Se observa un pequeño pronoto, en las pleuras solo se observa el proepisterno y el proepímero; los estigmas protorácicos están ausentes.
Como en todos los dípteros, el mesotórax es el más desarrollado, puesto que porta el par de alas. El mesonoto aparece dividido en preescudo, escudo y escutelo. Las pleuras aparecen divididas en mesoepisterno (dividido a su vez en mesoanepisterno y mesocatepímero) y mesoepímero (dividido en mesoanepímero y mesocatepímero). El estigma respiratorio está cercano al mesoanepisterno y es muy anterior, de modo que algunas veces incorrectamente se ha señalado como protorácico. 
El metatórax está reducido, pero no tanto como el protórax. Se observa un metanoto grande y prolongado hacia el abdomen en algunos grupos, las pleuras divididas en metaepisterno y metaepímero y con estigma respiratorio.
Las alas son generalmente lanceoladas, aunque en algunas subfamilias están reducidas o ensanchadas. Están cubiertas de microtriquias y distintos tipos de sedas.

## Ecología

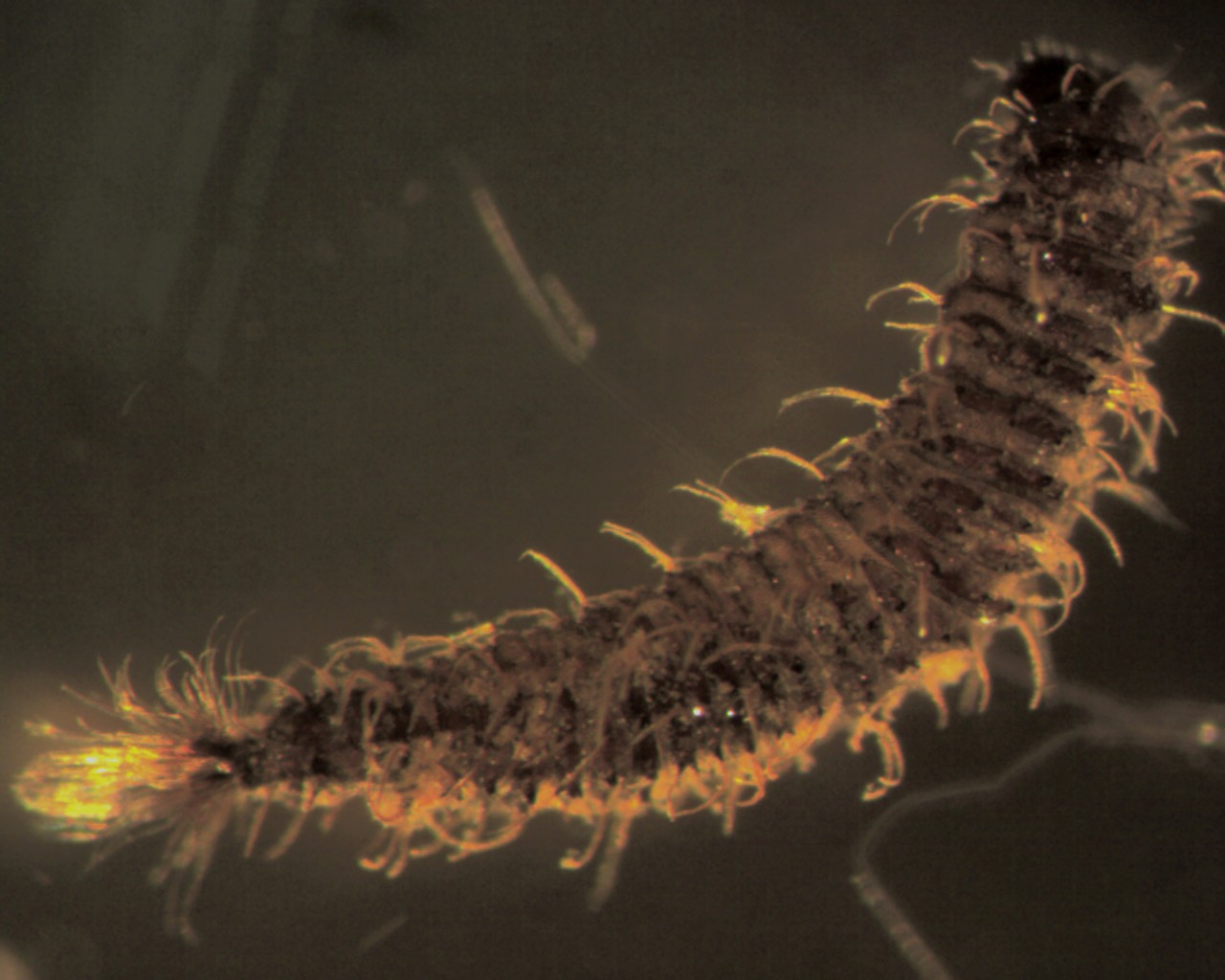
Larva acuática.

Los huevos son pequeños, cilíndricos y con un diseño marcado en su superficie que permite la identificación de algunas especies por este medio. 
Las larvas son acuáticas o terrestres especialmente en suelos húmedos donde abunda la hojarasca; éstos son los sitios preferidos por sicódidos para la oviposición.
Los machos adultos surgen un día antes que las hembras, a continuación giran su genitalia 180° madurando así sexualmente. Luego eclosionan la hembras, los machos las buscan por sus feromonas o por mediación de un huésped al cual éstas se sientan atraídas. 
Generalmente se alimentan de noche. En las especies hematófagas, únicamente las hembras pican buscando sangre, requiriendo de las proteínas de ésta para el desarrollo de sus huevos. Los machos por el contrario se alimentan únicamente de azúcares que obtienen del néctar de las plantas. 
En el día buscan lugares de descanso oscuros y frescos, como troncos huecos de árboles, grietas en las piedras y hojarasca en el suelo. Presentan fototaxia positiva, por lo cual muchos investigadores utilizan trampas con luz (CDC, Shannon, etc.) para capturarlas y estudiarlas.

## Papel como vector de enfermedades

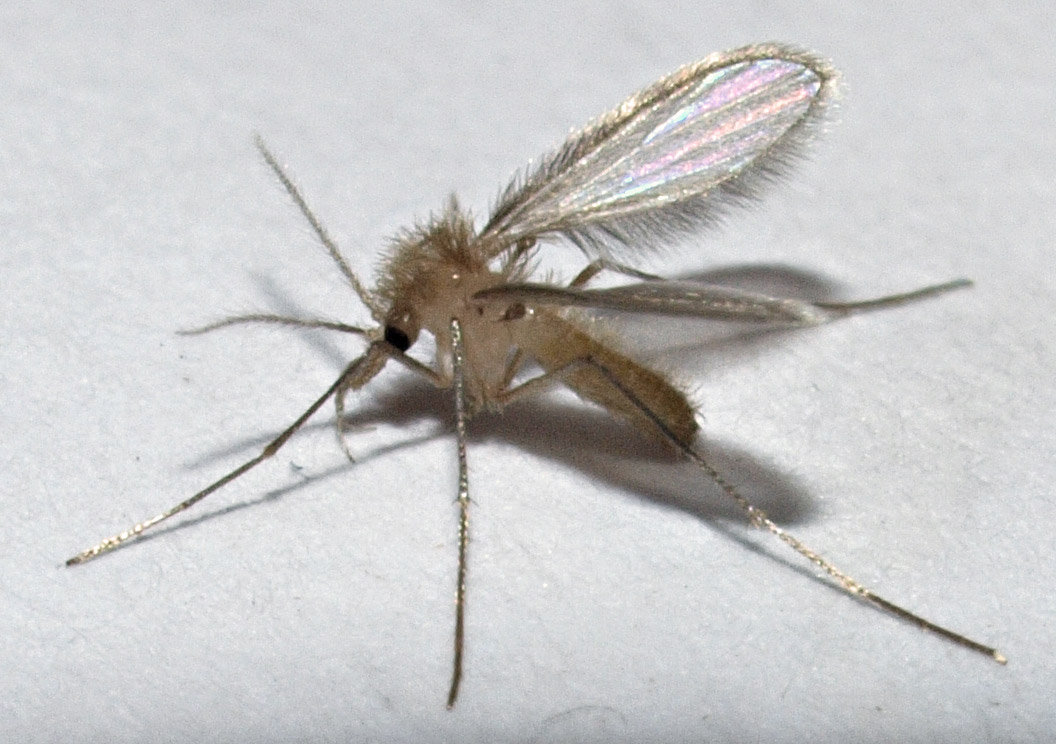
Phlebotomus sp., transmisora de la leishmaniasis

Dos subfamilias de Psychodidae son de hábitos hematófagos: Sycoracinae y Phlebotominae. Sin embargo, solo Phlebotominae ha sido incriminada como transmisora de enfermedades, incluyendo la leishmaniasis. 
Phlebotominae contiene dos géneros vectores mundialmente conocidos: el género Lutzomyia en el Nuevo Mundo, y el género Phlebotomus en el Viejo Mundo.

## Taxonomía
Hay tres mil especies en ciento cuarenta y cuatro géneros. Se reconocen las siguientes subfamilias, tribus y géneros:
- Subfamilia Horaiellinae
  - Género Horaiella Tonnoir, 1933

- Subfamilia Bruchomyiinae
  - Género Nemapalpus Macquart , 1838
  - Género Bruchomyia Alexander 1920
  - Género Eutonnoiria Alexander (1940)

- Subfamilia Phlebotominae Rondani, 1840
  - Tribu Hertigiini Abonnenc & Léger, 1976
    - Género Chinius Leng, 1985
    - Género Warileya Hertig, 1948

  - Tribu Phlebotomini Rondani, 1840
    - Género Brumptomyia França & Parrot, 1921
    - Género Edentomyia Galati, Andrade-Filho, da Silva & Falcão, 2003
    - Género Lutzomyia França, 1924
    - Género Phlebotomus Rondani & Berté, 1840
    - Género Sergentomyia França & Parrot, 1920

- Subfamilia Psychodinae
  - Tribu Maruinini Enderlein, 1937
    - Género Alloeodidicrum Duckhouse, 1990
    - Género Didicrum Enderlein, 1937
    - Género Eremolobulosa Duckhouse, 1990
    - Género Maruina Müller, 1895
    - Género Paratelmatoscopus Satchell, 1953
    - Género Rotundopteryx Duckhouse, 1990

  - Tribu Setomimini Vaillant, 1982
    - Género Arisemus Satchell, 1955
    - Género Australopericoma Vaillant, 1975
    - Género Balbagathis Quate, 1996
    - Género Lobulosa Szabo, 1960
    - Género Neoarisemus Botosaneanu & Vaillant, 1970
    - Género Parasetomima Duckhouse, 1968
    - Género Setomima Enderlein, 1937
    - Género Tonnoiriella Vaillant, 1982

  - Tribu Mormiini Enderlein, 1937
    - Género Atrichbrunettia Satchell, 1953
    - Género Brunettia Annandale, 1910
    - Género Gerobrunettia Quate & Quate, 1967
    - Género Mormia Enderlein, 1935

  - Tribu Paramormiini Enderlein, 1937
    - Género Clogmia Enderlein, 1937
    - Género Eurygarka Quate, 1959
    - Género Feuerborniella Vaillant, 1974
    - Género Panimerus Eaton, 1913
    - Género Paramormia Enderlein, 1935
    - Género Peripsychoda Enderlein, 1935
    - Género Philosepedon Eaton, 1904
    - Género Telmatoscopus Eaton, 1904
    - Género Threticus Eaton, 1904
    - Género Trichopsychoda Tonnoir, 1922
    - Género Vaillantodes Wagner, 2002 ( = Vaillantia Wagner, 1988, preocupado)

  - Tribu Pericomini Enderlein, 1935
    - Género Bazarella Vaillant, 1961
    - Género Berdeniella Vaillant, 1976
    - Género Boreoclytocerus Duckhouse, 1978
    - Género Breviscapus Quate, 1955
    - Género Clytocerus Haliday in Walker, 1856
    - Género Lepidiella Enderlein, 1937
    - Género Notiocharis Eaton, 1913
    - Género Pericoma Haliday, in Walker, 1856
    - Género Pneumia Enderlein, 1935 (= Satchelliella Vaillant, 1979)
    - Género Saraiella Vaillant, 1981
    - Género Stupkaiella Vaillant, 1973
    - Género Szaboiella Vaillant, 1979
    - Género Thornburghiella Vaillant, 1982
    - Género Ulomyia Haliday, in Curtis, 1839

  - Tribu Psychodini Quate, 1959
    - Género Epacretron Quate, 1965
    - Género Psychoda Latreille, 1796
    - Género Tinearia Schellenberg, 1803

- Subfamilia Sycoracinae Jung, 1954
  - Género Sycorax Haliday, in Curtis, 1839

- Subfamilia Trichomyiinae Tonnoir, 1922
  - Género Trichomyia Haliday, in Curtis, 1839